# Caterina Sylos Labini
Caterina Sylos Labini (née le 5 octobre 1954 à Matera, en Basilicate) est une actrice italienne.

## Biographie
Caterina Sylos Labini est diplômée de l'Académie "Silvio D'Amico" à Rome et est connue pour avoir interprété le personnage de Caterina Cecchini dans la série Un sacré détective.

## Filmographie

### Cinéma
- 1982: Dancing Paradise
- 1989 : Le Voleur de savonnettes (Ladri di saponette) de Maurizio Nichetti
- 1993: Stefano Quantestorie
- 1993: Pazza famiglia
- 1997: Il goal del Pietro Pescatore
- 1998: Figli di Annibale
- 1999: Baldini e Simoni
- 2003: La casa delle donne
- 2008: La luna nel deserto
- 2008: Natale a Rio
- 2009 : Gli amici del bar Margherita de Pupi Avati
- 2011: Agata e Ulisse

### Télévision
- 2001-2011: Un sacré détective